# Syringogaster lanei
Syringogaster lanei är en tvåvingeart som beskrevs av Prado 1969. Syringogaster lanei ingår i släktet Syringogaster och familjen Syringogastridae. Inga underarter finns listade i Catalogue of Life.